# Fiachu mac Néill
Fiachu mac Néill (fl. 510–516) est un roi des Uí Néill du Sud en Irlande au début du VIe siècle. 

## Origine
Fiachu mac Néill est réputé être le fils de Niall Noigiallach et de son épouse Indiu ingen Lugaid mac Óengus du Dál Fiatach en Ulaid.  

## Conquête de la plaine de Mide
Fiachu mac Néill est le conquérant de la plaine de Mide et l'ancêtre éponyme du Cenél Fiachach, une dynastie mineure des Uí Néill du Sud qui occupait un territoire constitué par des parties des modernes comté de Westmeath et d'Offaly. Son royaume est aussi connu sous le surnom de Fir Chell, c'est-à-dire « les Hommes des églises », à cause de la prolifération d'églises et de monastères dans cette région.  
À la fin du VIIe siècle, Fiachu est considéré comme ayant été l'un des nombreux fils du légendaire Niall Noigiallach, mais les généalogies de cette période ont été ensuite parfois falsifiées afin de les faire concorder avec des vérités politiques postérieures.  
Fiachu apparait seulement deux fois dans les chroniques d'Irlande.  
- En 510[2] il est défait par Failge Berraide du Leinster lors de la bataille de Fréamu à l'ouest du Lough Owel dans l'actel comté de  Westmeath[1].
- En 516[3] prend sa revanche sur le même Failge, six ans après quand il triomphe lors d'une bataille contre le même ennemi avec comme résultat que le Leinster perd le contrôle de la plaine de Mide. Bien que cette victoire soit l'aboutissement d'un demi-siècle de guerres entre le Leinster et les Uí Néill, Fiachu et ses descendants semblent avoir été incapables de consolider leur succès[1].

Fiachu disparaît  des chroniques après sa victoire de 516 et on ignore la date de sa mort.  
Un récit du VIIe siècle qui relate la mission de Patrick d'Irlande justifie a posteriori le statut relativement inférieur du Cenél Fiachach chez les Uí Néill, lorsque le saint maudit un fils anonyme de Fiachu en prédisant: 
« Il n'y aura pas de roi de votre progéniture, et vous servirez la semence de tes frères »

## Postérité
Les généalogies relèvent parmi les descendants de Fiachu :
- Eochaid Finn ancêtre du médiéval Uí Maíl Muaid seigneur de Fir Chell ;
- Tuathal in Tuaiscirt d'où les Mac Eochagáin rois du Cenél Fiachach ;
- Criamthann ancêtre de l'évêque Áed mac Bricc (en) († 589) ;
- Temair, au nom symbolique, épouse d'un roi de Leinster ;
- Findabair épouse d'Amalgaid un fils de Fiachrae mac Eochaid Mugmedón.